# Neoserica makilingica
Neoserica makilingica är en skalbaggsart som beskrevs av Moser 1915. Neoserica makilingica ingår i släktet Neoserica och familjen Melolonthidae. Inga underarter finns listade i Catalogue of Life.